# The Long and Winding Road
«The Long and Winding Road» («el largo y sinuoso camino») es una balada escrita por Paul McCartney (acreditada a Lennon-McCartney) que aparece en el álbum de 1970 de The Beatles, Let It Be. Fue el último sencillo de The Beatles en llegar al puesto número uno en Estados Unidos el 23 de mayo de 1970, y fue el último lanzado mientras la banda seguía unida.
Mientras que la versión lanzada como sencillo fue muy exitosa, los arreglos realizados por el productor Phil Spector desagradaron a McCartney hasta el punto de que cuando llevó el caso de la separación de The Beatles a tribunales, citó a «The Long and Winding Road» como una de sus seis razones para hacerlo.

## Inspiración
McCartney compuso la canción en su granja en Escocia, y fue inspirada por la creciente tensión entre The Beatles. McCartney dijo después:

«Simplemente me senté en mi piano en Escocia, comencé a tocar y salió la canción, imaginando que sería tocada por alguien como Ray Charles. Siempre he encontrado inspiración en la calmada belleza de Escocia y esta fue otra ocasión.»

McCartney grabó rápidamente una demo de la canción, con el ingeniero de The Beatles, Alan Brown, en septiembre de 1968, durante las sesiones de grabación del álbum The Beatles.
La canción toma la forma de una balada basada en el piano, con cambios de notas poco convencionales. La canción está en el acorde Mi bemol mayor, pero también cambia a menor; la clave de Do menor. Líricamente, es una triste y melancólica canción, con un no correspondido, pero inevitable, amor.[cita requerida]
Aparentemente, el «largo y sinuoso camino» que describe la canción está inspirado en el B842, un camino de 31 millas (unos 50 km) en Escocia, que va desde la costa este de Kintyre de Campbeltown, y parte de unas 82 millas (133 km) en Lochgilphead. En una entrevista de 1994, McCartney describió la canción más oblicuamente: 

Es una canción triste. Me gusta escribir canciones tristes, es una buena bolsa en donde meterte porque puedes reconocer algunos de tus sentimientos más profundos y ponerlos dentro. Es una buena forma, te ahorra tener que ir al psiquiatra.

La introducción de la canción se repite durante ella, la canción carece de estribillo, y la melodía y la letra son ambiguas respecto a la introducción, no está claro si la canción acaba de empezar, es la estrofa o es el puente.

## Sesiones de grabación
The Beatles grabaron «The Long and Winding Road» el 26 y 31 de enero de 1969, un día después del legendario concierto en la azotea de la banda, con McCartney en el piano, Lennon en el bajo, George Harrison en la guitarra, Ringo Starr en la batería y Billy Preston en el órgano Hammond. Esto fue durante una serie de sesiones para un álbum hasta entonces llamado Get Back. Lennon, quien tocaba el bajo solo ocasionalmente, cometió muchos errores durante la grabación. Algunos autores, como Ian MacDonald, han afirmado que Lennon tocó el bajo de manera desganada intencionalmente.
En mayo de 1969, Glyn Johns, a quien se le había pedido que mezclara las canciones del álbum Get Back de The Beatles, escogió la grabación del 26 de enero como la mejor grabación de la canción. The Beatles habían grabado una versión maestra como parte de «Apple Studio Performance» el 31 de enero, que tenía diferente letra y estructura, pero nunca se lanzó. Los bootlegs de la grabación de ese día, y la película, muestran a la banda grabando numerosas tomas de la canción en un esfuerzo por crear una obra maestra. Para las versiones de 1969 y 1970 del álbum Get Back, Glyn Johns usó la versión del 26 de enero igual que como aparece en el álbum Anthology 3 de 1996. Cuando el proyecto le fue entregado a Phil Spector él también escogió las grabaciones del 26 de enero. En la primavera de 1970, John Lennon y el mánager de The Beatles, Allen Klein, le entregaron las grabaciones a Spector con la esperanza de salvar el álbum, que fue retitulado Let It Be.
Spector le hizo muchos cambios a las canciones, pero su más notable adornación ocurrió el 1 de abril de 1970, cuando puso su atención en «The Long and Winding Road». En los Estudios EMI, grabó la orquesta y el coro que acompaña a la canción. El único miembro de The Beatles presente fue Starr. Ya conocido por su excéntrico comportamiento en el estudio, Spector tenía un peculiar humor ese día, como el ingeniero de balance Pete Brown dijo: «Quería poner eco en todo, tenía que tomar una píldora diferente cada media hora y tenía a su guardaespaldas con él constantemente. Estaba a punto de armar un lío, diciendo 'quiero oír esto, quiero oír esto otro. Debo tener esto, debo tener esto otro'.» Brown y la orquesta se pusieron furiosos con el comportamiento de Spector hasta el punto que la orquesta no quiso tocar más y Brown se fue a casa, lo cual obligó a Spector a llamarlo a su casa y persuadirlo a volver, después de que Starr le hizo calmarse.
Finalmente, Spector mezcló «The Long and Winding Road», usando 18 violines, cuatro violas, cuatro chelos, tres trompetas, tres trombones, dos guitarras y un coro de 14 mujeres. La orquesta estaba dirigida por Richard Hewson, que posteriormente trabajó con McCartney en su álbum Thrillington. Este cambio orquestal estaba en total contraste con lo que querían The Beatles respecto a una «grabación real» cuando comenzaron con las sesiones del álbum Get Back.

## Papel en la separación de The Beatles
Cuando McCartney oyó la versión de Spector se indignó. Nueve días después que Spector grabara «The Long and Winding Road» McCartney anunció que The Beatles se separaban. El 14 de abril, envió una carta a Allen Klein (encargado de los negocios de Apple Records) diciéndole que la instrumentación fuera reducida, la parte de arpa fuera quitada y «nunca volviese a hacerlo de nuevo.» Esto no fue tomado en cuenta y la versión de Spector salió en Let It Be.
En una entrevista publicada por el Evening Standard en 2 partes el 22 y 23 de abril de 1970, McCartney dijo: «El álbum fue terminado un año atrás, pero hace unos meses, John llamó al productor norteamericano Phil Spector para ordenar algunas pistas. Pero hace unas pocas semanas me mandaron una versión mezclada de mi canción 'The Long and Winding Road' con arpas, cuernos, una orquesta y un coro de mujeres. Nadie me preguntó mi opinión, no podía creerlo.» El productor habitual de The Beatles, George Martin, estaba de acuerdo con la opinión de McCartney, diciendo de las mezclas eran «muy poco características» de The Beatles. McCartney le pidió a Klein disolver la sociedad de The Beatles, pero rechazó la proposición. Exasperado, McCartney llevó el caso a los tribunales, demandando a Klein y a los otros Beatles. Entre las seis razones que McCartney dio para disolver a The Beatles estaba la compañía de Klein, ABKCO, a la que culpó de haber causado una «interferencia intolerable» en las mezclas de la canción sin consultarle.
Spector dijo que se vio forzado a hacer esto con «The Long and Winding Road», por la baja calidad con que John Lennon tocó el bajo. Si bien el mal empeño de Lennon en la canción ha sido nombrado en otras fuentes (Ian MacDonald lo describió de «atroz» en su libro Revolution in the Head, que contiene revisiones sobre muchas canciones de The Beatles), este motivo por el cual Spector había editado tanto la canción ha sido cuestionado. McCartney argumentó que Spector pudo simplemente editar los errores, técnica que ya utilizara en el álbum.[cita requerida] Específicamente, hubiera sido cuestión de simplemente poner a McCartney tocando el bajo y pegarlo sobre la pieza de bajo de Lennon.[cita requerida]
La controversia en torno a la canción no supuso un impedimento para que esta alcanzara el éxito, siendo lanzada como sencillo en los Estados Unidos el 11 de mayo de 1970, con «For You Blue» como lado B. 1,2 millones de copias fueron vendidos en los dos primeros días, y la canción estuvo diez semanas en las listas. El 13 de junio, se volvió el vigésimo y último sencillo de The Beatles en alcanzar el número uno en Estados Unidos. Según la revista Billboard, «'The Long and Winding Road' fue la bajada del telón de The Beatles después de seis años dominando América, comenzando con 'I Want to Hold Your Hand' en 1964.»

## Créditos[20]
- Paul McCartney - voz principal, piano (Blüthner Concert Grand).
- John Lennon - guitarra barítono (Fender Bass VI).
- George Harrison - guitarra eléctrica (Fender Rosewood Telecaster).
- Ringo Starr - batería (Ludwig Hollywood Maple).
- Billy Preston - piano eléctrico (Fender Rhodes).
- 18 músicos - violines
- 4 músicos - violas
- 4 músicos - cellos
- 1 músicos - arpa
- 3 músicos - trompetas
- 3 músicos - trombones
- 14 vocalistas - coro
- Richard Hewson - arreglo de orquesta.
- John Barham - arreglo de coros.

## Versiones

### Anthology 3
La mezcla original por Glyn Johns del 26 de enero, sin la orquestación de Spector y los sonidos añadidos más tarde fue incluida en el álbum Anthology 3 de 1996. Esta versión incluye una sección del puente en la que McCartney habla, en lugar de cantar.

### Let It Be… Naked
En el 2003, los dos Beatles restantes y Yoko Ono lanzaron Let It Be... Naked, la versión del álbum Let It Be mezclada por productores independientes. McCartney dijo que su larga insatisfacción con la versión de Spector (y de todo el álbum Let It Be) fue en parte su impulso por esta versión. El álbum incluye una nueva toma, la toma 19, de «The Long and Winding Road», grabada el 31 de enero. Aunque es diferente, esta versión se acerca más a la intención original de McCartney, sin los arreglos de cuerda o algún otro instrumento que no sea los que se tocaron en estudio en el momento. Esta toma se puede ver en la película Let It Be.
Starr quedó impresionado con la versión cruda de la canción: «No hay nada malo con los arreglos de Phil, es solo que uno adopta una actitud diferente al oírla. Es que han pasado treinta años desde que la escuché sin arreglos y solo me dejó impresionado.» Spector dijo que el mismo McCartney estaba siendo hipócrita en su crítica: «Paul no tuvo ningún problema recibiendo el premio de la academia por el álbum Let It Be, no tuvo ningún problema con mis arreglos y mi orquesta tocando la canción durante 25 años. Si Paul quiere entrar a un concurso de meadas sobre esto, me confunde con alguien quien no le importa una mierda.»

## Versiones de McCartney
Después del lanzamiento original, «The Long and Winding Road» se volvió un clásico en el repertorio de McCartney en su etapa post-beatle. En la gira de 1976 Wings Over the World Tour, esta fue una de las canciones de The Beatles que se interpretaron, fue tocada en piano y posee una sección de trompa.
La canción también fue incluida en la banda sonora Give My Regards to Broad Street de la película homónima de 1984. La película comercialmente fue un fracaso, aunque el álbum fue recibido de mejor manera.
McCartney hizo otra grabación de estudio durante las sesiones de su álbum de 1989 Flowers in the Dirt; esta versión fue lanzada como lado B del sencillo «This One».
En la gira de McCartney en solitario de 1989 (y desde entonces) ha sido generalmente tocada con piano con arreglos usando un sintetizador imitando cuerdas, pero estos arreglos han sido mucho más moderados que los de Spector. McCartney también tocó la canción en el Live 8 en Londres.
La canción también fue parte de su repertorio durante su gira que abarcó el 2009 y 2010 "Up and coming tour".

## Otras versiones
«The Long and Winding Road» ha sido versionada en muchas ocasiones desde su lanzamiento (como lo han sido muchas de las baladas de The Beatles). Algunas notables versiones son por Diana Ross (Everything is Everything, 1970), Kenny Rogers (1974), Olivia Newton-John (1976), Peter Frampton (con McCartney tocando la guitarra rítmica), Cher (Half-Breed, 1973), Leo Sayer para el documental All This and World War II, Aretha Franklin, Billy Ocean (Suddenly, 1984), y Tom Jones; esta canción es también una popular alternativa de canciones instrumentales de The Beatles y ha sido usada como muzak. Una versión de esta canción pasó dos semanas como número 1 en Inglaterra en el 2002, y fue el dueto entre el ganador de Pop Idol, Will Young y Gareth Gates. La versión vendió 132,500 copias en su primera semana.[cita requerida] Esta canción fue tocada por el finalista de American Idol David Archuleta y fue bien vista por los jueces. Una de las artistas filipinas más reconocidas, Regine Velásquez, también tocó la canción en 1999 en su álbum R2K.
Una versión fue grabada por Ray Charles y puede ser oída en su álbum del 2006 Ray Sings, Basie Swings. Este álbum es un lanzamiento póstumo con grabaciones en vivo de Ray Charles y Count Basie de 1970 –el sonido ha sido grabado solo del micrófono de Charles y deja a la banda prácticamente inaudible. En el 2006, la grabación fue descubierta y nuevas grandes partes fueron grabadas por la presente banda Basie.